# Mezinárodní letiště Narita
Mezinárodní letiště Narita (japonsky 成田国際空港, Narita kokusai kúkó, IATA: NRT, ICAO: RJAA) je mezinárodní letiště ležící v metropolitní oblasti Velké Tokio, situované asi 60 km na východ od centra Tokia v prefektuře Čiba a 7 km jihovýchodně od stanice Narita.
Letiště Narita zajišťuje velkou část mezinárodní dopravy do a z Japonska a je také hlavním spojovacím bodem mezi Asií a Amerikou. V roce 2007 letiště odbavilo 35 478 146 cestujících. Je to deváté nejrušnější letiště na světě a druhé nejrušnější v Japonsku. Je také domácí letiště pro Japan Airlines, All Nipon Airways a Nippon Cargo Airlines, ale slouží i jako rozbočovač pro Delta Air Lines a United Airlines.
Letiště bylo do roku 2004 známé jako Mezinárodní letiště New Tokyo na rozdíl od letiště Haneda, které se běžně nazývá Tokio-Haneda.
Je vybaveno dvěma terminály a dvěma přistávacími drahami:
- 16R/34L, délka 4000 m
- 16L/34R, délka 2180 m

## Galerie

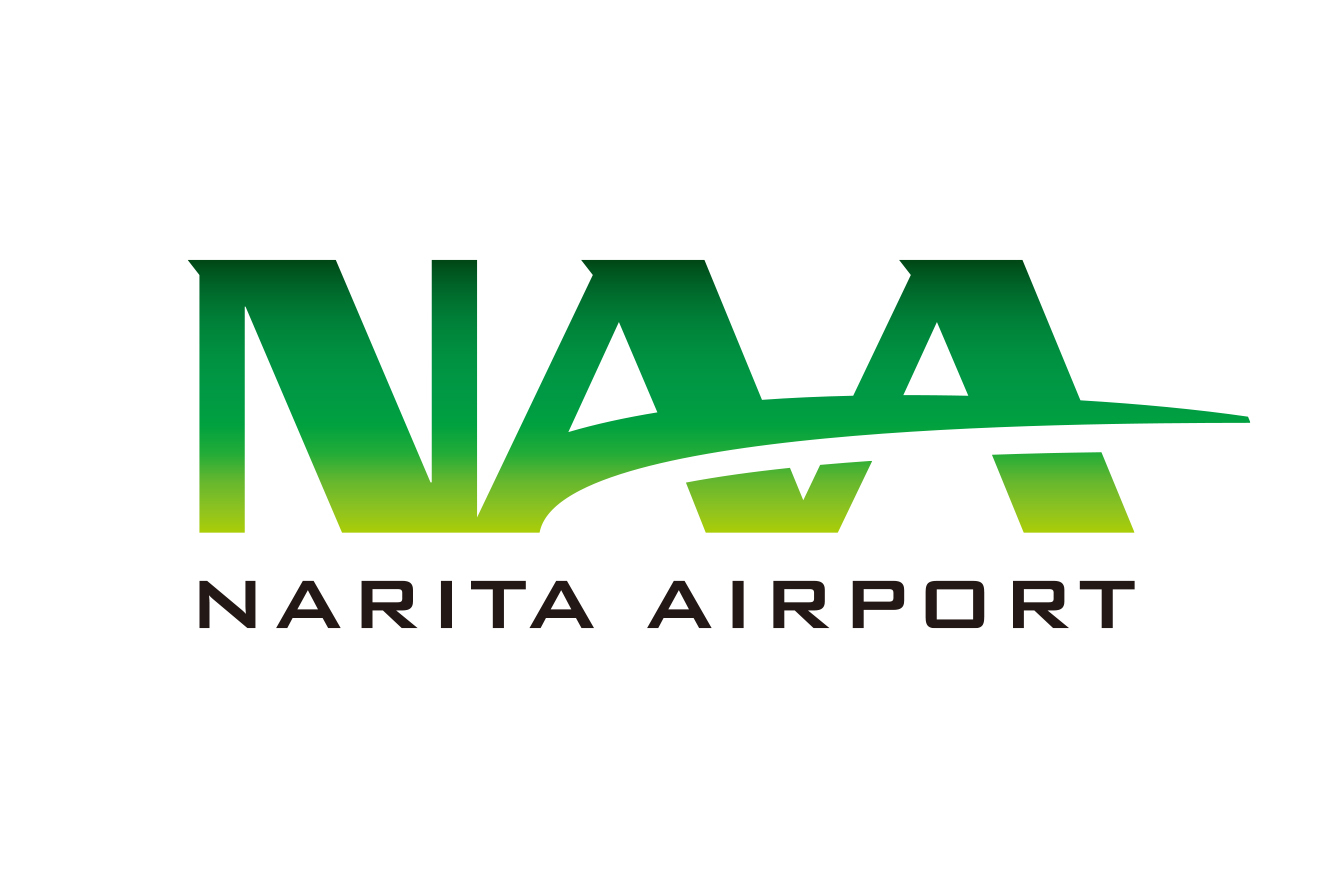
Logo letiště
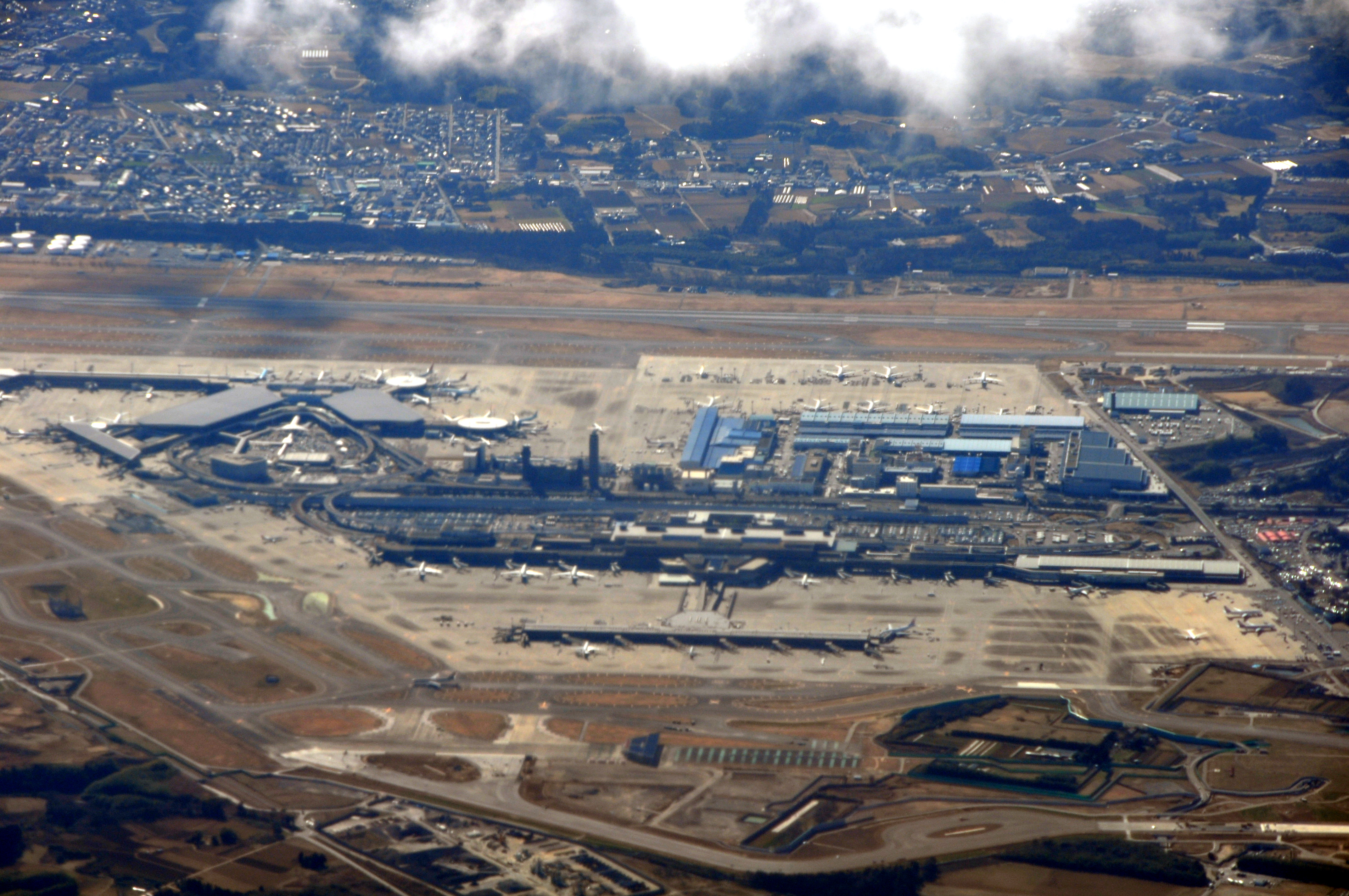
Letecký pohled na letiště
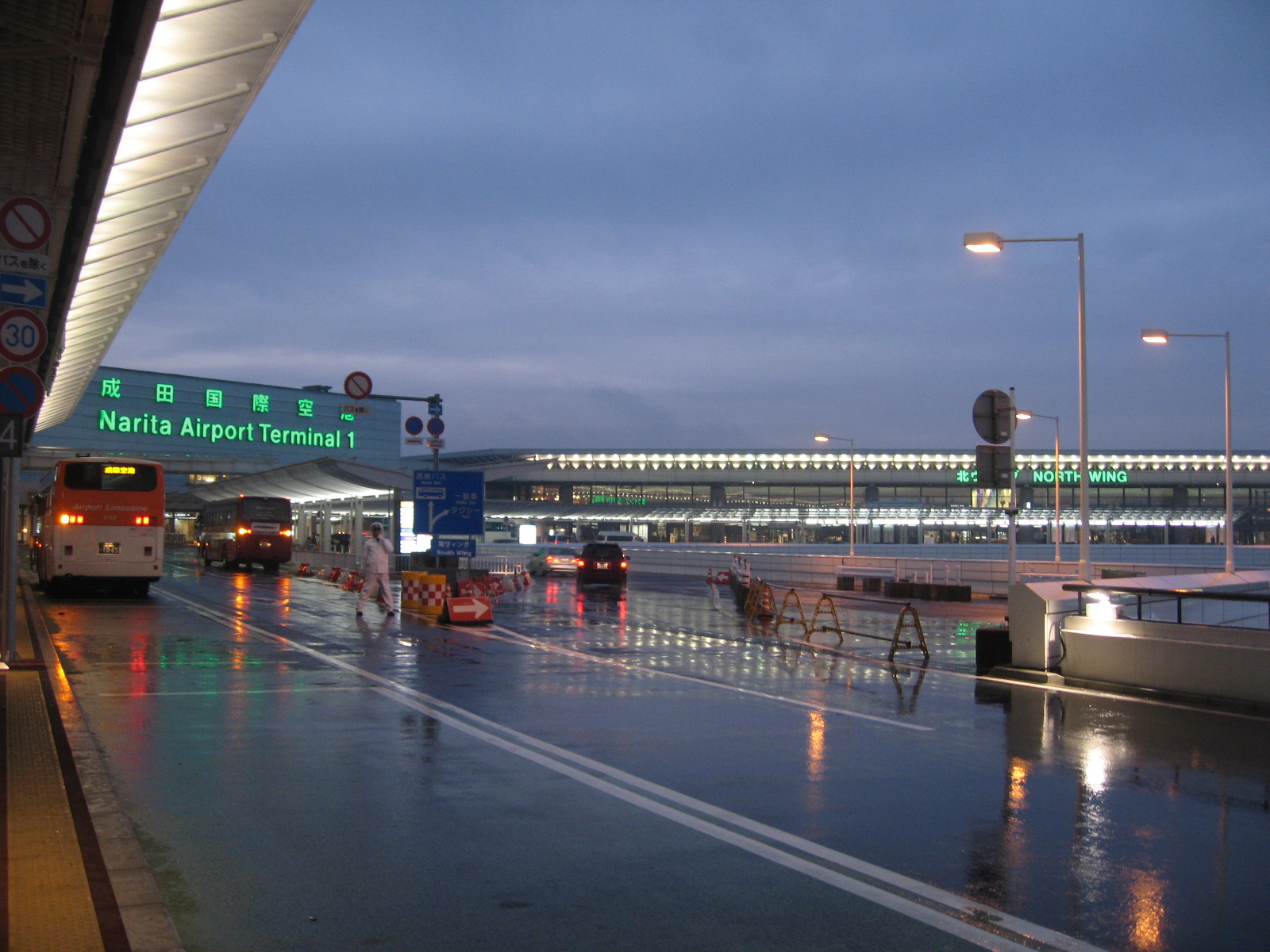
Odletový terminál 1
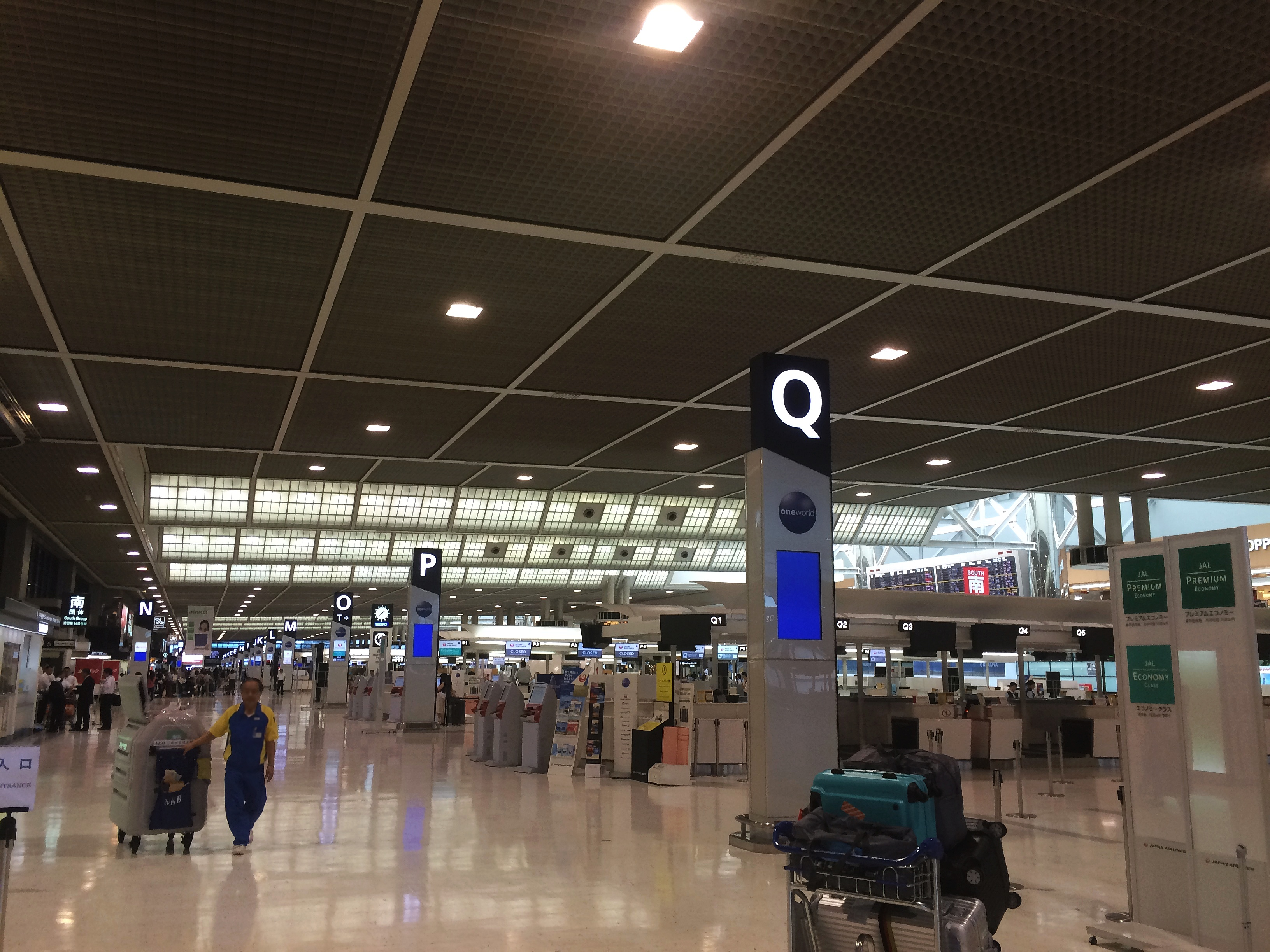
Interiér odletového terminálu 2
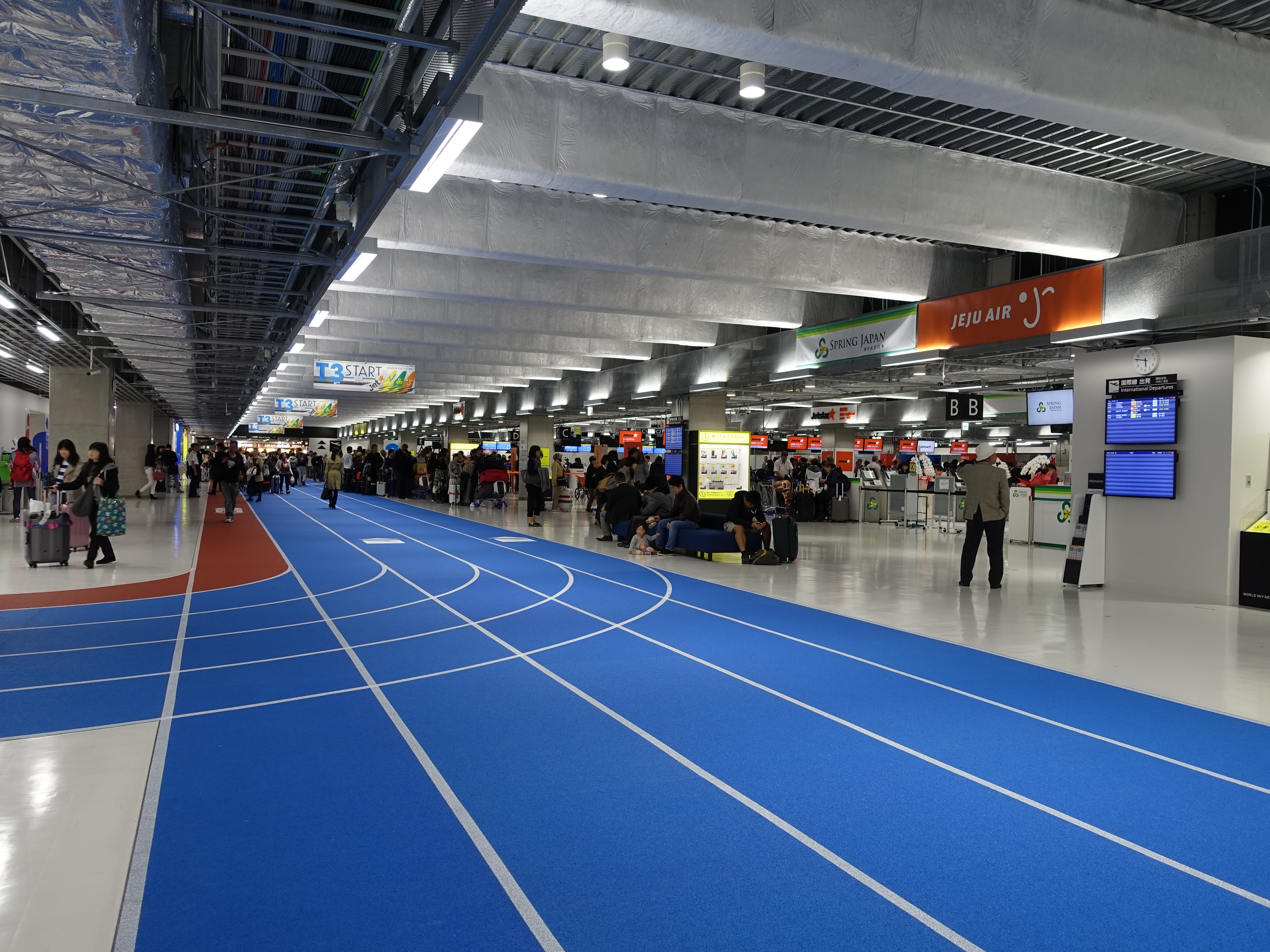
Interiér odletového terminálu 3